# بیژن بیژنی
بیژن بیژنی (زاده ۳ خرداد ۱۳۳۲ در بابل) خواننده و خوشنویس ایرانی است. پرآوازه‌ترین اثر او آهنگ نهانخانهٔ دل است که بازخوانی ترانه خراسانی نوایی نوایی است.

## آثار موسیقی
- افسانه سرزمین پدری‌ام - آهنگساز: ارسلان کامکار (۱۳۶۷)
- نهانخانه دل - آهنگساز: کامبیز روشن‌روان (۱۳۶۹)
- آینه در آینه - آهنگساز: کامبیز روشن‌روان (۱۳۷۰)
- کوچه - آهنگساز: اسماعیل واثقی (۱۳۷۲)
- گل به دامان - آهنگساز: پشنگ کامکار (۱۳۷۳)
- رؤیای رنگین - آهنگساز: محمد سریر (۱۳۷۵)
- سیب سرخ خورشید - آهنگساز: کامبیز روشن‌روان (۱۳۷۵)
- صدای شاعر - آهنگساز: کامبیز روشن‌روان (۱۳۷۷)
- ایران زمین - آهنگساز: کامبیز روشن‌روان (۱۳۷۹)
- چهار فصل - آهنگساز: اسماعیل تهرانی (۱۳۸۳)[۳]
- مژده باران - آهنگساز: کامبیز روشن روان. (۱۳۸۵)[۴]
- آفتاب خوبان - آهنگساز: اسماعیل واثقی. (۱۳۸۸)
- حرفی دیگر - آهنگساز: محمد جواد ضرابیان. (۱۳۹۳)
- نیلوفر نیلوفران - آهنگساز: علی اکبرپور. (۱۳۹۹)

## دیگر آثار
- نای و نی شامل آثار خوشنویسی[۵]
- آثار تجسمی او نیز در نمایشگاه‌های متعددی ارائه شده‌اند. از جمله نمایشگاه هنرمندان پیشکسوت که در آبان ۱۳۹۸ در فرهنگسرای نیاوران برگزار شد.[۶]